# Liophis atraventer
Liophis atraventer là một loài rắn trong họ Rắn nước. Loài này được Dixon & Thomas mô tả khoa học đầu tiên năm 1985.